# Justice League Heroes: The Flash
Justice League Heroes: The Flash es una historia paralela a lo ocurrido en Justice League Heroes lanzado en las consolas the PlayStation 2 y Xbox. Presenta a the Flash como personaje jugable y otros controlados por Inteligencia Artificial como Superman, Wonder Woman, Martian Manhunter, Black Canary, Green Arrow y Batman.

## Trama
Da a conocer que misiones cumplió flash mientras los otros miembros de la Liga de la Justicia estaban en sus respectivas misiones.
En el primer nivel Martian Manhunter da aviso a Flash sobre una invasión de robots en Keystone City, llevada a cabo por Gorilla Grodd.
Llegando al tercer nivel Martian le pide a Flash que se dirija a ayudar a Themyscira, isla en la que vive la Mujer Maravilla en la cual el hechicero Circe ha tomado el control y convertido a todos los guardias en animales.
Mientras que Martian Manhunter se encuentra con Supermán en Marte combatiendo a los marcianos blancos, Batman le informa a Flash sobra una serie de inundaciones a lo largo del Océano Pacífico por lo que se va a investigar y termina enfrentándose con Zoom.
Luego de derrotarlo, Flash habla con Black Canary la cual le informa que Brainiac invadió la torre de la liga de la justicia y que Superman está en camino.
Una vez llegado a la torre, no hay rastro de Superman por lo que Flash comienza a buscarlo por Metrópolis pero en vez de encontrarlo, se cruza con Brainiac o con uno de sus poderosos avatares al menos. El villano se ríe de Flash ya que programó una bomba la cual hará detonar Metrópolis en tan solo dos minutos, provocando que el héroe solo disponga de 2 minutos para derrotar al enemigo final y desactivar la bomba.
Luego de ser derrotado, la historia continua en el juego original, Justice League Heroes.

## Jugabilidad
Flash camina de izquierda a derecha, golpea y patea a los enemigos usando ataques combinados hasta que su barra de vida se agota con una batalla ocasional contra jefes. Sin embargo, esto tiene el toque adicional de los poderes de súper velocidad de Flash. Hay un botón para lanzarse instantáneamente al siguiente enemigo y otro que ralentiza el tiempo, aunque el mismo Flash todavía se mueve normalmente, lo que le permite correr y derrotar a varios enemigos antes de que puedan reaccionar.
Si bien Flash es el único personaje jugable, otros miembros de la Liga de la Justicia tienen cameos, Black Canary, Superman, Wonder Woman, Martian Manhunter y Green Arrow pueden ser convocados para brindar una breve asistencia demostrada para eliminar enemigos.
Además del modo de historia principal, hay un modo de carrera de jefes, un minijuego en el que compites con Superman y un detrás de cámaras.

## Personajes
- Flash - El hombre más rápido del mundo, personaje principal, es controlado por el jugador a lo largo del juego.
- Martian Manhunter - Guía a Flash durante la mitad del juego mediante información y ayuda.
- Superman - También ayuda y tiene su propio mini-juego de carreras.
- Wonder Woman - Ayudante, aunque no aparece en la trama del juego.
- Green Arrow - Ayudante, aparece brevemente en la trama.
- Black Canary - Su único propósito es ayudar a Flash.
- Huntress - Ayuda a Flash a lo largo del juego.
- Aquaman  - Ayudante, aunque no aparece en la trama del juego.
- Super Girl  - Otro ayudante que no aparece en la historia.
- Hawkgirl - Ayuda a Flash brindándole ayuda, aunque no aparece en la trama.
- Linterna Verde (John Stewart) - Habla y ayuda a Flash durante la aventura.
- Zatanna - Ayuda, no aparece en la historia.
- Linterna Verde (Kyle Rayner) - Otro ayudante, no aparece en la trama.
- Linterna Verde (Hal Jordan) - Ayuda, aparece brevemente en una escena.
- Batman  - Aparece brevemente en una escena.
- Gorilla Grodd  - Renegado gorilla criminal proveniente de Gorilla City es el primer jefe del juego.
- Killer Frost  - Psicópata manipulador es el segundo jefe del juego.
- Circe  - Un hechicero poderoso y legendario al que nos enfrentaremos. Es el tercer jefe del juego.
- Zoom - Viejo amigo de flash, ahora supervillano con una mente complicada, cuarto jefe del juego.
- Brainiac  - La mente maestra detrás de todos los ataques y jefe final del juego.
- Black Flash  - Cuando el personaje principal muere, el jugador entra en un modo cámara lenta y es perseguido por este peculiar personaje. Si el jugador consigue vencerlo, recupera un 10% de su vida y se le concede una segunda oportunidad. En caso de que no consiga superar a Black Flash, el jugador muere.

## Crítica
Este juego recibió una variedad de críticas, tanto buenas como malas, alcanzando una calificación de 70 sobre 100 posibles en GameRankings.